# Lucy Somerset
Lady Lucy Somerset (1524 – 23 febbraio 1583) è stata una nobildonna inglese.

## Biografia
Era la figlia di Henry Somerset, II conte di Worcester, e della sua prima moglie, Lady Margaret Courtenay, figlia di William Courtenay, I conte di Devon e di Caterina di York, figlia di Edoardo IV d'Inghilterra, anche se alcune fonti dicono della sua seconda moglie, Elizabeth Browne, la figlia di Sir Anthony Browne e della sua seconda moglie, Lucy Neville, figlia di John Neville, I marchese di Montagu. Attraverso il matrimonio della zia con Charles Brandon, era una cugina di Lady Anne Brandon e di Lady Mary Brandon.
Lucy fu inviata alla corte di Enrico VIII dove ha servito come una damigella d'onore della regina Caterina Howard. Nel 1542, quando la regina era in attesa di esecuzione per alto tradimento dopo essere stato giudicato colpevole di adulterio, Lucy è stata menzionata in una lettera da parte dall'ambasciatore Eustace Chapuys a Carlo V d'Asburgo per essere stata una delle tre signore a cui il re stava mostrando un interesse marcato e la stava considerando come sua sesta moglie.
Tuttavia, nel 1543, il re scelse come sua sesta consorte, Catherine Parr.

## Matrimonio
Nel 1545 sposò John Neville, IV barone Latimer (1520-22 aprile 1577), figliastro della regina Caterina Parr. Dopo il matrimonio, Lucy divenne dama di compagnia della regina Caterina ed entrò a far parte della sua stretta cerchia. Ebbero quattro figlie:
- Catherine Neville (1546-28 ottobre 1596), sposò Henry Percy, VIII conte di Northumberland, ebbero nove figli;
- Dorothy Neville (1547-23 marzo 1609), sposò Thomas Cecil, I conte di Exeter, ebbero tredici figli;
- Lucy Neville (?-30 aprile 1608), sposò William Cornwallis, ebbero cinque figli;
- Elizabeth Neville (1550-21 giugno 1630), sposò in prime nozze John Danvers, ebbero cinque figli, e in seconde nozze Edmund Carey, non ebbero figli.

## Morte
Morì il 23 febbraio 1583 e fu sepolta a Hackney.